# Вульфенит
Вульфени́т (жёлтая свинцовая руда, молибденовая свинцовая руда) — минерал, молибдат свинца, содержащий свинец (56 %) и молибден (26 %). Получил своё название в честь австрийского минералога Франца фон Вульфена (1728—1805). В виде отдельных хорошо образованных кристаллов на стенках пустот и трещин, кристаллы обычно собраны в красивые друзы. Внешний вид кристаллов пластинчатый, таблитчатый или дипирамидальный. Популярный коллекционный камень.
Химическая формула минерала: Pb[MoO4]. Цвет от желто-оранжевого до воскового-желтого. Также может быть желтовато-серым, оливково-зелёным, коричневым, красновато-коричневым вплоть до яркого-красного. Смоляной блеск, на изломах почти алмазный. 
Образуется в близповерхностных условиях, в зонах окисления рудных жил. Обычными спутниками вульфенита являются кальцит, лимонит, пироморфит, ванадинит и др.